# Mộng Bình Sơn
Mộng Bình Sơn (1923–2011) là một nhà văn, dịch giả người Việt Nam. Trong sự nghiệp văn chương của mình, ông sử dụng nhiều bút danh như Phan Canh, Phan Cảnh Trung, Phan Hồng Trung, Hồng Trung, Nguyễn Quân, Phan Quân và tham gia trên các lĩnh vực sáng tác văn học nghệ thuật, phê bình, khảo cứu, biên soạn, sưu tầm, dịch thuật.

## Tiểu sử
Dịch giả Mộng Bình Sơn, tên thật là Phan Canh, sinh năm 1923 tại xóm Thọ Sơn, Thôn Thọ Lộc, xã Nhơn Thọ, thị xã An Nhơn, tỉnh Bình Định. Ông là con thứ 13 của một gia đình chức sắc thời Bảo Đại, học đến trung học, nhưng thi tú tài Tây không đậu, ảnh hưởng nhiều nền Tây học, giao du và quan hệ với người Pháp nhiều nên ông rành tiếng Pháp hơn tiếng Hán.
Năm 1946, ông được theo học lớp đào tạo Tư Pháp tại Bồng Sơn, rồi được bổ vào làm thẩm phán tại Tòa án tỉnh Phú Yên (Chính phủ quốc gia miền nam Việt Nam – thời Bửu Lộc). Thời trẻ, ông còn có tài sử dụng Violon, họa chân dung và… rất đào hoa với nữ giới; chính vì thế mà cuộc đời ông luôn lao đao và chôn chân vì những người phụ nữ. Có người nói rằng, từ khi vướng vào mối duyên với "Nhị Kiều" năm 1967, cuộc đời ông quanh quẩn trong nhà, và chỉ có sáng tác và sáng tác, mọi mối quan hệ bên ngoài hầu như ngưng trệ. Nhất là thời điểm sau năm 1975, đến nỗi nhiều tác phẩm của ông bị đổi tên, thay tác giả, xuất bản lậu ông cũng không hề biết, thậm chí không quan tâm.
Ông tạ thế vào tháng 5 năm 2011, thọ 89 tuổi.

## Tác phẩm

### Dịch thuật
Là một dịch giả, ông nổi tiếng với các bản dịch tiểu thuyết lịch sử Trung Hoa, tiểu thuyết phiêu lưu Pháp như
- Hán Sở Tranh Hùng (tên Hán Việt là "Tây Hán Chí") (48 hồi) – Nhà xuất bản Trẻ TP Hồ Chí Minh (năm 1989)
- Tái Sanh Duyên (còn gọi là "Sự tích Mạnh Lệ Quân")  (74 hồi)
- Thuyết Đường (27 hồi)
- Vạn Huê Lầu Diễn Nghĩa (47 hồi) – Nhà xuất bản Văn học (năm 2000)
- Nhạc Phi Diễn Nghĩa
- Xuân Thu Chiến Quốc
- Diệp Gia Kiếm
- Phong Thần Diễn Nghĩa (bộ 04 tập) – Nhà xuất bản Tổng hợp Kiên Giang (năm 1989)
- Chung Vô Diệm
- Tam Quốc Chí Diễn Nghĩa

### Phê bình, khảo cứu
- Ôn Cố Tri Tân – Những Tấm Gương Phản Chiếu Muôn Đời Trong Truyện Đông Châu Liệt Quốc
- Từ điển Danh Ngôn (Với Hơn 10.000 Câu Danh Ngôn Của Các Danh Nhân Từ Cổ Chí Kim)
- Tìm hiểu Phong Thổ Học Qua Quan Niệm Triết Đông (Văn Hóa Phương Đông)
- Điển tích chọn lọc, Nhà xuất bản Thành phố Hồ Chí Minh, năm 1989: Sách viết về các điển tích Trung Quốc mà tập trung vào các điển tích thời Tam Quốc dựa vào tác phẩm Tam Quốc diễn nghĩa